# کیسی ویلسون
 کیسی ویلسون (انگلیسی: Casey Wilson؛ زادهٔ ۲۴ اکتبر ۱۹۸۰) یک هنرپیشه، و فیلم‌نامه‌نویس اهل ایالات متحده آمریکا است. وی از سال ۲۰۰۲ میلادی تاکنون مشغول فعالیت بوده‌است.
از فیلم‌ها یا برنامه‌های تلویزیونی که وی در آن نقش داشته است، می‌توان به پایان خوش، جولی و جولیا، سفر گناه، قاتلین، الاغ وارونه و دختر گم‌شده اشاره کرد.